# سيباستيان بيوتروفسكي
سيباستيان بيوتروفسكي (بالألمانية: Sebastian Piotrowski)‏ (5 أكتوبر 1990 بساربروكن في ألمانيا - ) هو لاعب كرة قدم ألماني في مركز الهجوم. لعب مع نادي هامبورغ 08 وSVN Zweibrücken ‏ ونادي إلفرسبيرغ.

## وصلات خارجية
- سيباستيان بيوتروفسكي على موقع قاعدة بيانات كرة القدم.إي يو (الإنجليزية)
- سيباستيان بيوتروفسكي على موقع بيانات كرة القدم. دي إي (الألمانية)
- سيباستيان بيوتروفسكي على موقع عالم كرة القدم.نت (الإنجليزية)